# Rue du Maroc
Pour l’article homonyme, voir Rue du Maroc (Toulouse).
La rue du Maroc est une voie du 19e arrondissement de Paris, en France.

## Situation et accès
La rue du Maroc est une voie publique qui se trouve dans le 19e arrondissement de Paris. Elle débute au 25, avenue de Flandre, traverse la place du Maroc, rencontre la rue Paul-Laurent et se termine au 54, rue d'Aubervilliers.
Elle est située dans le quartier où ont été groupés des noms rappelant les campagnes d'Afrique du Nord.

## Origine du nom

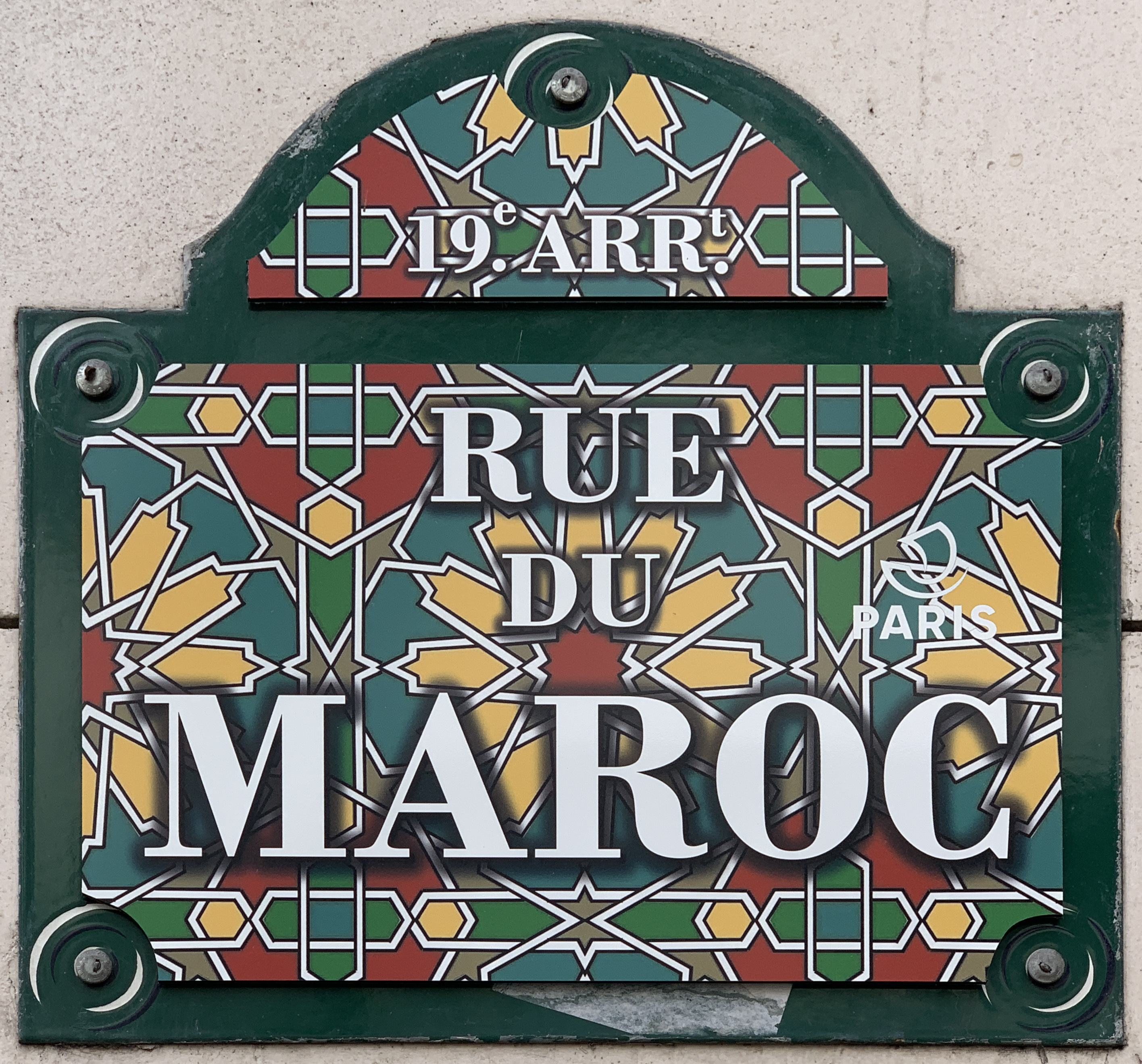
Plaque de la rue.

Elle porte le nom de l'État d'Afrique, le Maroc.

## Historique
La voie est ouverte par une ordonnance du 6 juin 1847 dans la commune de la Villette, sous le nom de  « rue de Mogador ». 
Elle est classée dans la voirie parisienne par un décret du 23 mai 1863 après l'extension de Paris par la loi du 16 juin 1859.
Elle prend sa dénomination actuelle par un décret du 24 août 1864, la rue de Mogador existant déjà dans le 9e arrondissement.

## Bâtiments remarquables et lieux de mémoire
- Jardin Luc-Hoffmann